# Universidad Nacional Técnica de Kazajistán
La Universidad Nacional Técnica de Kazajistán (en kazajo: Қазақ Ұлттық Техникалық Университет, Qazaq Ulttıq Texnïkalıq Wnïversïtet, en ruso: Казахский Национальный Технический Университет, Kazakhskiy Natsional'nîy Tekhnicheskiy Universitet) es una institución de educación superior y una de las principales universidades técnicas de Kazajistán. Tiene su sede en Almatý y añadió el nombre del científico Kanysh Satbayev a su denominación oficial en su honor.

## Historia
La institución fue fundada en 1934 como Instituto de Minería y Metalúrgica de Kazajistán, en 1960 se transformó en Instituto Politécnico de Kazajistán y en 1970 se añadió a su denominación el nombre de Vladimir Lenin.